# De Schrynmakers

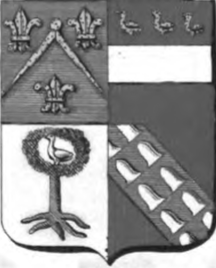
Wapen van de familie de Schrynmakers de Dormael

De Schrynmakers, ook De Schrynmakers de Dormael, is een Zuid-Nederlandse adellijke familie.

## Geschiedenis
- Als stamvader staat bekend Leonard Godefroid de Schrynmakers (1743-1831), getrouwd met Marie-Madeleine Berwouts (1742-1827), vrouwe van Dormael.

## Genealogie
- Leonard de Schrynmakers x Marie-Madeleine Berwouts
  - Leonard de Schrynmakers de Dormael (zie hierna)
  - Joseph de Schrynmakers (1774-1816), x Marie-Rose Uytenbroeck (1777-1854)
    - Joseph de Schrynmakers (1797-1835), x Françoise Lymen (1801-1888)
      - Gustave de Schrynmakers (zie hierna)
      - Arsène de Schrynmakers (zie hierna)

## Léonard de Schrynmakers
- Ernest Libert Léonard de Schrynmakers de Dormael (Tienen, 24 oktober 1770 - Dormaal, 24 april 1846), zoon van Léonard (hierboven), trouwde in 1802 met Julienne Reyphins (1772-1859). In 1823 werd hij, onder het Verenigd Koninkrijk der Nederlanden, erkend in de erfelijke adel met de titel burggraaf, overdraagbaar bij eerstgeboorte. Het echtpaar had drie kinderen.
  - Léonard Julien Libert de Schrynmakers de Dormael (1802-1843), provincieraadslid van Brabant, trouwde met Antoinette van der Buecken (1800-1884).
    - Armand Julien Antoine de Schrynmakers de Dormael (1832-1856), trouwde met Henriette Orban (1833-1913).
      - Gaston Armand Julien de Schrynmakers de Dormael (1855-1903), trouwde met Henriette Massard (1868-1947).
        - Maurice de Schrynmakers de Dormael (1892-1976), trouwde met Marthe Lebrun (1900-1984). Ze kregen twee zoons, met afstammelingen tot heden.

  - Louis Gustave Gisbert de Schrynmakers de Dormael (1811-1890), burgemeester van Dormaal, trouwde met Victoire Toelen (1827-1920).
    - Julien Gérard de Schrynmakers de Dormael (1855-1923), advocaat, burgemeester van Dormaal, trouwde met Berthe Pinnoy (1859-1924).
      - Gustave de Schrynmakers de Dormael (1890-1954) was Belgisch senator en burgemeester van Dormaal. Hij trouwde met Renée Fontaine (1904-1991). Met afstammelingen tot heden.

## Gaston de Schrynmakers
Jean Léonard Gustave de Schrynmakers (Binderveld, 8 mei 1830 - Schaarbeek, 12 december 1913) werd infanteriekolonel. Hij kreeg in 1860 erkenning van erfelijke adel. Hij trouwde in 1889 met Mathilde Willaert (1834-1918), een huwelijk dat kinderloos bleef.

## Arsène de Schrynmakers
Théodore Arsène de Schrynmakers (Binderveld, 6 mei 1832 - Amsterdam, 7 oktober 1915) majoor en burgemeester van Binderveld, werd in 1897 erkend in de erfelijke adel. Hij trouwde met Adèle Blanc (1848-1936). Hun twee zoons werden kapitein-commandant in het Belgisch leger. Ze trouwden maar bleven zonder nageslacht.